# Marco Antonio Nacif Salinas
Marco Antonio Nacif Salinas (9 de junio de 1966, La Paz † 2007, carretera a Yungas), fue un cantante, compositor y percusionista boliviano exvocalista de la agrupación folclórica Illimani. Inició su carrera con dicha agrupación a principios en la década de los años 90', cuando lideraba llevó al grupo al éxito gracias a su talento realizando una serie de giras de conciertos dentro y fuera de Bolivia. En 1994, Marco Antonio se separa de dicha agrupación para hacerse conocer como solista. Su primer sencillo o corte profesional que lanzó fue el tema musical "Oh Susi", estrenada en 1995 aunque adoptando otro estilo musical como el género pop. Tras muchos años fuera de la música, sufrió un accidente automovilístico que terminó con su vida, cuando a las 15:00 en el vehículo que viajaba hacia los Yungas se desbarrancó. Pues aun así es uno de los artistas más recordados sobre todo por el público que siguió al grupo Illimani en la voz de quien fue su vocalista principal.

## Discografía

### Singles el Grupo Illimani/ÁlbumCamino sentimental
- 1.Perdóname. Marcelo Charcas/Canción

- 2.Sueños de adolescente. Antonio Quispe, M.Antonio Naciff/Canción

- 3.Sonkoy (corazón). Marcelo Charcas/Kalampeado

- 4.Chura chapaquita. Marcelo Charcas/Cueca

- 5.Autóctono. Marcelo Charcas/Selección

LADO B 
- 1.Página cerrada.  Grupo ILLIMANI/Tuntuna

- 2.Ingrato corazón. Marcelo Charcas/Canción

- 3.Te olvidaré. Antonio Quispe/Chuntunqui

- 4.Peladinga. Federico Vega R./Taquirari

- 5.Algún día. Martín Charcas/Trote

- Datos: Q5996239